# 원산 미사일 기지

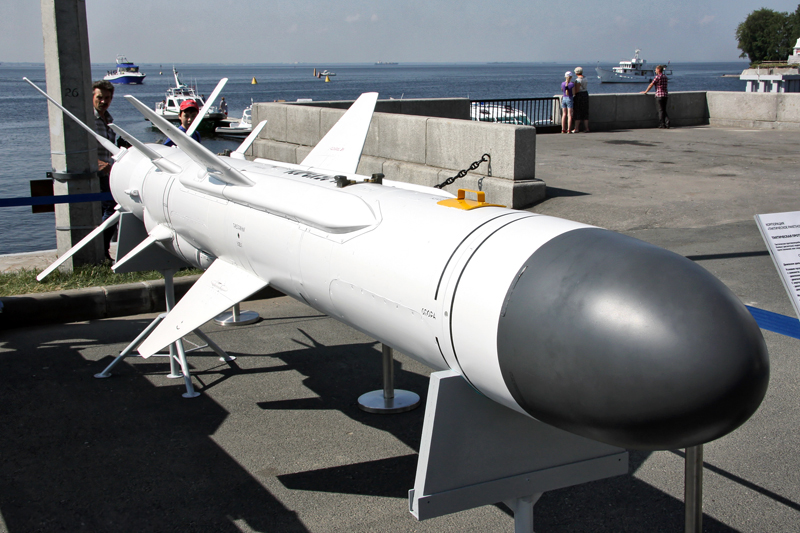
Kh-35 하푼스키 미사일

원산 미사일 기지(Wonsan Missile Base)는 북한 강원도 원산시에 위치한 조선인민군 전략군의 탄도 미사일 기지이다.

## 역사
2009년 5월 25일, 오전 북한 2차 핵실험을 강행한데 이어 낮 12시 8분 함경북도 화대군 무수단리 미사일 기지에서 단거리 미사일 1발을, 오후 5시3분에는 강원도 원산에서 단거리 미사일 2발을 발사했다.
2014년 3월 22일, 오전 4시부터 6시10분까지 동해안 원산 인근 갈마반도에서 동해상으로 3회에 걸쳐 단거리 로켓 30발을 발사했다. 발사체의 사거리는 60Km 내외였다. 3월 16일 프로그(FROG) 로켓으로 추정되는 단거리 로켓 25발을 발사한지 6일 만이다. 이번에도 사거리 등으로 볼 때 프로그 로켓일 가능성이 큰 것으로 보인다.
2014년 3월 26일 강원도 원산 인근 갈마반도에서 핵탄두를 탑재할 수 있는 노동 미사일(추정) 2발을 발사했는데, 이 미사일은 650 km를 날아가 일본 방공식별구역(JADIZ) 내에 떨어졌다.
2017년 3월 22일, 강원도 원산비행장 근처에서 탄도 미사일 1기를 발사했지만 실패했다.
2017년 5월 29일, 오전 5시 39분경 강원도 원산에서 스커드-ER 대함탄도미사일(ASBM)을 발사했다. 450 km를 비행했다.
2017년 6월 8일, 강원도 원산에서 지대함 순항미사일 수발을 동해로 발사했다. 사거리 200 km였다. Kh-35로 추정했다. 2015년 발사했을 땐 100 km를 날아갔는데 2년여만에 사거리를 200 km까지 늘렸다. 문재인 대통령은 오후 2시부터 취임 후 처음으로 국가안전보장회의를 주재해 북한의 잇따른 미사일 도발에 대한 대책을 논의했다. 조선중앙통신은 김정은 노동당 위원장 참관 하에 시험발사가 진행됐다면서, 이번 순항미사일이 국방과학원에서 새로 개발한 것이라고 밝혔다. 최고고도 2 km, 목표물 선박을 명중했다. 동해상에서 2회 선회비행을 한 후 목표물에 명중했다.
영국의 군사정보기업 IHS제인스는 2015년 발간한 보고서에서 신오리, 구성, 금덕산, 갈골, 영저리, 영림읍 기지 등이 비무장지대에서 150㎞ 이상 떨어진 북부지역에 위치한다고 밝혔고, 지하리, 양덕군, 옥평동, 깃대령, 원산 등을 중부지역 기지로, 금천리, 도골, 삭간몰, 사리원, 신계군, 상원군을 DMZ에서 50∼90㎞ 거리에 있는 남부지역 기지로 분류했다.
2019년 5월 4일, 북한이 원산 호도반도에서 단거리 탄도 미사일 수발을 발사했다. 70 km에서 200 km 비행했다. 국제법 위반이다. 2006년 북한 1차 핵실험 직후에 만장일치로 통과된 유엔 안전 보장 이사회 결의 제1718호는 인공위성을 포함해 북한의 탄도미사일 발사 기술을 이용한 어떠한 행동도 금지했다. 이후 KN-23으로 판며오디었다.
2019년 7월 25일, 북한이 원산 근처에서 단거리 탄도 미사일 2발을 발사했다. KN-23으로 추정된다. 오전 5시 34분과 5시 57분경에 동해상으로 발사하여 430 km를 비행했다. 5월 9일 KN-23 2발을 발사한 이후 78일만이다.